# Liste des centres de la photographie en France
 (juin 2015).
Si vous disposez d'ouvrages ou d'articles de référence ou si vous connaissez des sites web de qualité traitant du thème abordé ici, merci de compléter l'article en donnant les références utiles à sa vérifiabilité et en les liant à la section « Notes et références ».

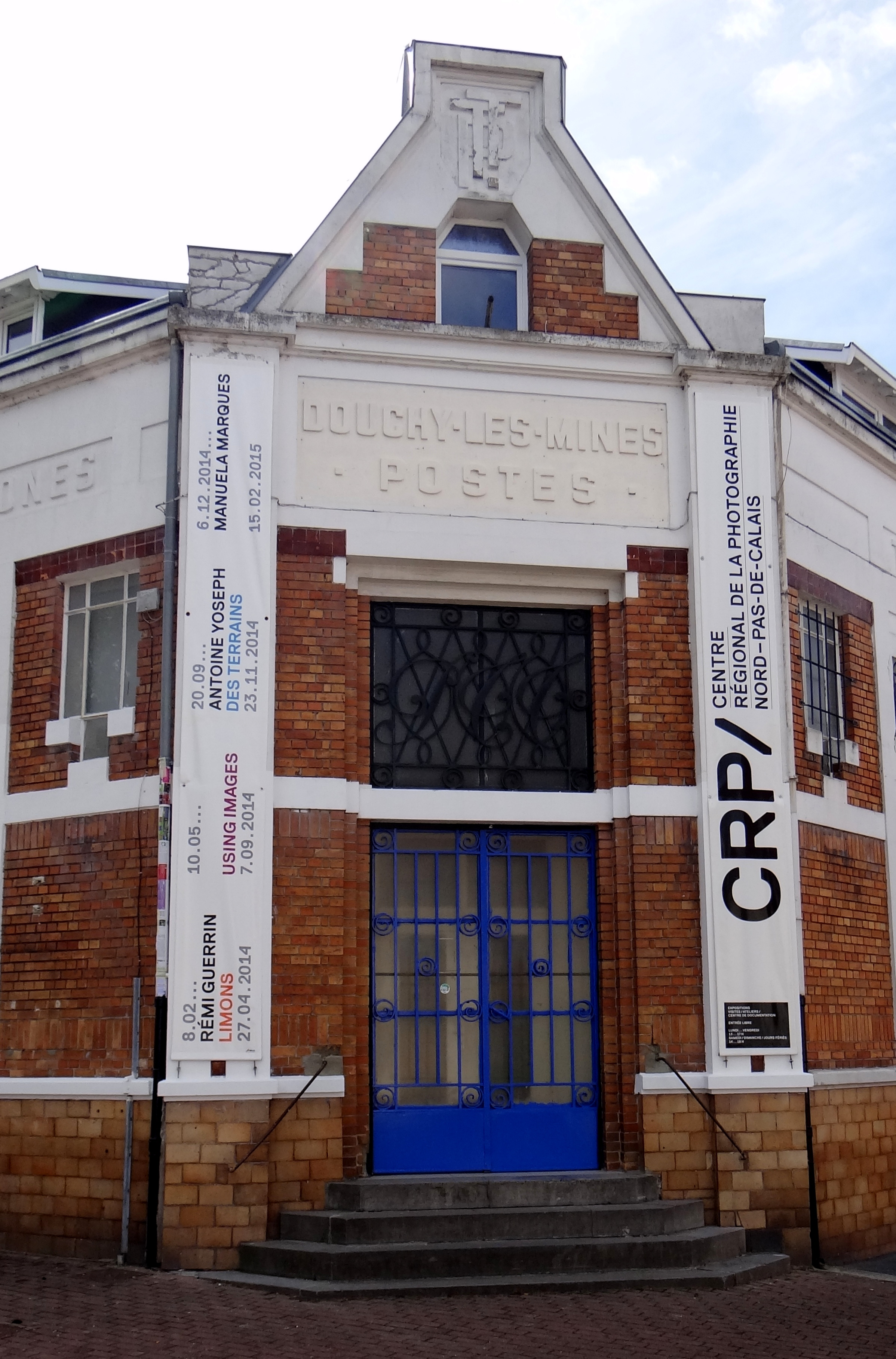
Centre régional de la photographie Hauts-de-France, Douchy-les-Mines : premier lieu ouvert en France sous le label « Centre photographique » (1982).

Cet article recense les principaux centres consacrés à la photographie en France dotés d'espaces d'exposition.

## Centres photographiques
- Le Château d'eau, pôle photographique de Toulouse (depuis 1974)
- Centre régional de la photographie Hauts-de-France (ex-Centre régional de la photographie du Nord Pas-de-Calais) à Douchy-les-Mines (depuis 1982), labellisé Centre d'art contemporain d'intérêt national
- Centre national de la photographie à Paris (1982-2004)
- L'Imagerie à Lannion (depuis 1984)
- Espace photographique Arthur Batut à Labruguière (depuis 1988)[2]
- Centre Photographique d’Île-de-France (CPIF), à Pontault-Combault (depuis 1989), labellisé Centre d'art contemporain d'intérêt national
- Centre d'art et de photographie de Lectoure (depuis 1991), labellisé Centre d'art contemporain d'intérêt national
- Maison européenne de la photographie (MEP) à Paris (depuis 1996)
- Maison de la photographie Robert-Doisneau Gentilly (depuis 1996)
- Pavillon populaire à Montpellier
- Centre régional de la photographie de Cherbourg-Octeville (1999-2008)[3], labellisé Centre d'art contemporain d'intérêt national
- Fondation Henri-Cartier-Bresson à Paris (depuis 2003)
- Jeu de Paume (centre d'art) à Paris (depuis 2004)
- Le Point du jour (Cherbourg-Octeville), centre d'art / éditeur (depuis 2008), labellisé Centre d'art contemporain d'intérêt national
- Hôtel Fontfreyde, Centre Photographique à Clermont-Ferrand (depuis 2010)
- Les Ateliers de l'Image - Centre photographique de Marseille
- Le CRI des Lumières à Lunéville (depuis 2010)
- Centre photographique Rouen Normandie
- Centre d'art Gwinzegal à Guingamp, labellisé Centre d'art contemporain d'intérêt national
- Centre photographique Marseille (depuis 2018)
- Diaphane, pôle photographique Hauts-de-France ) à Clermont-de-L'oise
- La Chambre à Strasbourg
- Stimultania, pôle de photographie, à Strasbourg et Givors
- Voies off à Arles

## Réseau Diagonal
En 2009 a été créé le Réseau Diagonal, réunissant des structures de production et de diffusion de photographie en France et consacré également au développement de pratiques d’éducation à l’image. Il rassemble des institutions photographiques reconnues, des centres de photographie en région et des structures culturelles de terrain « historiquement » installées dans les territoires.